# Wybrzeże Kości Słoniowej na Letnich Igrzyskach Olimpijskich Młodzieży 2010
Wybrzeże Kości Słoniowej na Letnich Igrzyskach Olimpijskich Młodzieży 2010 w Singapurze reprezentowało 6 sportowców w 3 dyscyplinach.

## Skład kadry

### Koszykówka
Drużyna dziewcząt: 15 miejsce
- Sarah Name Anicette Boni
- K. Florence Ouattara
- Fatou Yasmine Bamba
- T. Massandje Camara

### Lekkoatletyka
- Isaac Gbadegesin - bieg na 200 m - 17 miejsce w finale

### Taekwondo
- Ruth Gbagbi